# Coronación
Coronación è un film del 2000 diretto da Silvio Caiozzi.